# PAH-Clearance

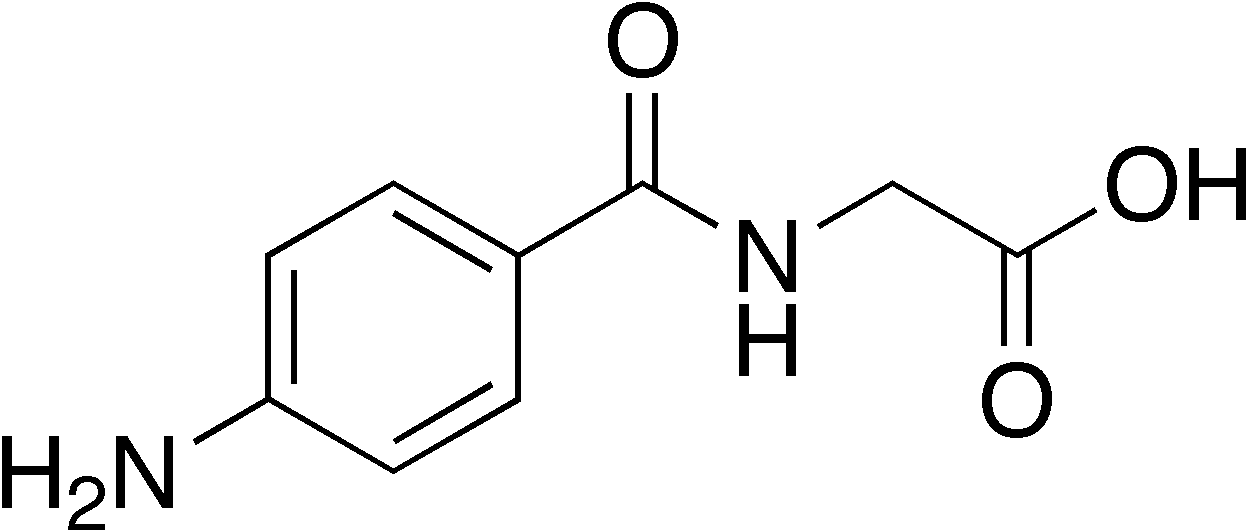
Strukturformel der p-Aminohippursäure

Die PAH-Clearance (CPAH; kurz für Para-Aminohippursäure-Clearance oder p-Aminohippursäure-Clearance) ist ein medizinischer Parameter zur Beurteilung der Nierenfunktion. Er beschreibt das Volumen an Blutplasma, das die Nieren pro Zeitspanne von para-Aminohippursäure (PAH) durch Ausscheidung befreien. Die PAH-Clearance wird zur Bestimmung des renalen Blutflusses verwendet und dient somit der Beurteilung der Nierenfunktion. Die PAH-Clearance liegt üblicherweise bei etwa 550 bis 720 ml/min/1,73 m². Da dieses Verfahren zur Bestimmung der renalen Clearance recht aufwendig ist, wird es nur für wissenschaftliche Fragestellungen eingesetzt. Heute nutzt man eher das MAG3-Clearance (Mercaptoacetyltriglycin), siehe auch Nierenszintigrafie.

## Durchführung und Berechnung
p-Aminohippursäure wird als Natriumsalz infundiert. Bei niedrigen Plasmakonzentrationen wird die Substanz nahezu vollständig während einer Passage des Blutes durch die Nieren in den Urin ausgeschieden. Dies erfolgt durch glomeruläre Filtration (20–30 %) und tubuläre Sekretion (70 %):
{\displaystyle C_{\mathrm {PAH} }={\frac {U_{PAH}\cdot V}{P_{PAH}}}},
wobei UPAH und PPAH die p-Aminohippursäure-Konzentrationen im Urin und im Blutplasma sind sowie V das Harnzeitvolumen ist. Da etwa 90 % der p-Aminohippursäure durch die Nieren über den Urin ausgeschieden werden, muss die PAH-Clearance durch 0,9 geteilt werden, um den renalen Plasmafluss (RPF) zu berechnen. Unter Berücksichtigung des Hämatokrits (Hkt) kann der renale Blutfluss aus dem renalen Plasmafluss berechnet werden: RBF=RPF/(1-Hkt).